# Mesofil
Mesofil er en betegnelse for organismer som lever bedst ved moderate temperaturer, typisk mellem 20oC og 45oC. Betegnelsen bruges om mikroorganismer. Der findes mesofile organismer i bl.a. jord, dyr og mennesker. Mesofile organismer er vigtige i produktionen af ost, kærnemælk, sm¢r og tykmælk samt i fremstillingen af øl og vin.
| Biologi | Spire Denne artikel om biologi er en spire som bør udbygges. Du er velkommen til at hjælpe Wikipedia ved at udvide den. |